# Einer unter vielen
Einer unter vielen (Originaltitel: Een blandt mange) ist ein dänischer Spielfilm in Schwarzweiß aus dem Jahr 1961 von Astrid Henning-Jensen, die auch das Drehbuch verfasst hatte. In den Hauptrollen sind Ole Wegener, Marina Lund, Erno Müller und Elsa Kourani zu sehen. Seine Uraufführung erlebte das Werk am 4. September 1961 in Dänemark. In der Bundesrepublik Deutschland hatte der Film seine Premiere am 30. März 1968 im Programm des Zweiten Deutschen Fernsehen (ZDF).

## Handlung
Der Gymnasialschüler Bo lebt bei seiner geschiedenen Mutter in einer dänischen Provinzstadt. Das Verhältnis zwischen Mutter und Sohn ist nicht besonders herzlich, weil die Mutter für die Wünsche und Probleme des Jungen nur wenig Verständnis zeigt. Eines Tages macht Bo auf eigene Faust einen Ausflug nach Kopenhagen, wo sein Vater wohnt. In dessen Wohnung trifft er aber nur Hanne an, die er für eine Angestellte seines Vaters hält. Hanne gefällt das unkomplizierte und etwas schwärmerische Verhalten des jungen Mannes und seine linkische Verehrung ihr gegenüber. Gemeinsam verbringen die beiden einige unbeschwerte Stunden. Als dann aber Bos Verehrung in echte Zuneigung umschlägt, versucht Hanne vergeblich, ihm zu erklären, dass sie die Braut seines Vaters sei. Erst als dieser dann zurückkehrt, begreift Bo dann endlich den wahren Sachverhalt. Verletzt und verzweifelt reist er wieder ab. Am Montagmorgen ist er wieder rechtzeitig in der Schule.

## Kritiken
Voll des Lobes zeigt sich der Evangelische Film-Beobachter: „Einfühlsam und zugleich unaufdringlich gestaltete Studie, lebendig und natürlich dargestellt. Ab 16 sehr zu empfehlen.“ Das Lexikon des internationalen Films meint lapidar, die Geschichte sei „mit Charme und psychologischem Geschick“ erzählt.